# Lech Witkowski
Lech Witkowski (ur. 1 sierpnia 1951 w Olsztynie) – polski profesor filozofii edukacji, filozofii kultury i epistemologii. Dyrektor Centrum Studiów Zaawansowanych i Badań Naukowych przy Kujawsko-Pomorskiej Szkole Wyższej w Bydgoszczy. Brat Zbigniewa Witkowskiego.

## Życiorys
W 1969 roku ukończył I Liceum Ogólnokształcące im. Kopernika w Toruniu. Następnie podjął studia matematyczne na Uniwersytecie Mikołaja Kopernika w Toruniu, które ukończył w roku 1974, jako student „Primus inter pares” z 1973 roku. Sześć lat później doktoryzował się na Uniwersytecie Marii Curie-Skłodowskiej w Lublinie pracą pt. Teoria poznania we współczesnym racjonalizmie (na przykładzie koncepcji Ferdynanda Gonsetha). W 1990 roku, na Uniwersytecie im. Adama Mickiewicza w Poznaniu uzyskał habilitację za rozprawę zatytułowaną Tożsamość i zmiana. Wstęp do epistem. analizy kontekstów edukacyjnych. Tytuł profesora otrzymał w 1998 roku. Po odejściu z UMK, pracował na Uniwersytecie Jagiellońskim w Krakowie. W jego procedurze habilitacyjnej pozytywnie występowali m.in.: Aleksandra Jasińska-Kania, Jerzy Kmita i Marek Siemek. Przez wiele lat utrzymywał kontakty naukowe z filozofami w Szwajcarii i we Włoszech, z pedagogami w USA i Kanadzie. Bywa recenzentem projektów badawczych w konkursach na granty ministerialne oraz sukcesywnie bierze udział gremiach jurorskich z filozofii. W latach 1980 i 1981 próba reformy systemu partyjnego pod postacią tzw. struktur poziomych w PZPR sfinalizowała się internowaniem i odsunięciem od nauczania Lecha Witkowskiego na rok, pod naciskiem służby bezpieczeństwa.
Jest członkiem: Polskiego Towarzystwa Filozoficznego, Polskiego Towarzystwa Socjologicznego i Polskiego Towarzystwa Pedagogicznego. Odbywał staże naukowe na Uniwersytetach w Mediolanie (1985) i w Perugii (1987). Na UMK pracował w latach 1974-2000. Pełnił funkcję dziekana Wydziału Humanistycznego w latach 1993–1996. Był kierownikiem Zakładu Filozofii Współczesnej w latach 1992–2000. Natomiast w latach 2007–2012 był pracownikiem Uniwersytetu Kazimierza Wielkiego w Bydgoszczy. Obecnie związany jest z Akademią Pomorską w Słupsku oraz z Kujawsko-Pomorską Szkołą Wyższą w Bydgoszczy w której jest dyrektorem Centrum Studiów Zaawansowanych i Badań Naukowych.

## Odznaczenia
- Nagroda Ministerstwa Nauki, Szkolnictwa Wyższego i Techniki (1981)
- Nagroda Ministerstwa Edukacji Narodowej (1993)
- Nagroda Wydziału I Nauk Społecznych PAN im. Władysława Spasowskiego w dziedzinie pedagogiki (2009)[5]
- Książka Roku 2010 oraz nominacja do Nagrody im. Jana Długosza na Targach Książki w Krakowie[6]
- Mistrz Pedagogii (2013)[7]

## Prace badawcze
- Filozofia edukacji w przestrzeni współczesnej humanistyki jako pole refleksji i rekonstrukcji pedagogicznych i kulturoznawczych (2001–2003) – dzięki tej pracy naukowej tworzonej na Uniwersytecie Jagiellońskim powstały: „Dwoistość w pedagogice Bogdana Suchodolskiego”, Wyd. WiT-Graf, Toruń 2001 oraz złożono do druku książkę „Między pedagogiką, filozofią i kulturą. Lektury, kategorie i postaci humanistyczne”, w Wydawnictwie Badań Edukacyjnych, Warszawa, złożono do druku książkę „Wstęp do słownika pedagogicznego nowej generacji. Minimum” w Wydawnictwie Adam Marszałek, Toruń[8].
- Postnowoczesność jako kontekst badań i działań edukacyjnych[9] – ten program badawczy zaowocował tzw. „tryptykiem edukacyjnym” w zebranych trzech tomach esejów a mianowicie: tomu I „Edukacja wobec sporów o (po)nowoczesność” (sfinansowana ze środków MEN, IBE, UJ, UKW); tomu II „Edukacja i humanistyka. Nowe (kon)teksty dla nowoczesnych nauczycieli” (sfinansowana przez KBN, IBE, UJ, UKW) a także tomu III „Między pedagogiką, filozofią i kulturą. Studia, eseje, szkice” – Wyd. Instytut Badań Edukacyjnych, Warszawa 2007[10].
- Perspektywa kultury symbolicznej jako źródło humanistycznej strategii dla teorii i praktyki pedagogicznej (krytyka i próba rewitalizacji wybranych kontekstów) – w ramach tego programu badawczego realizowanego na UKW w Bydgoszczy (2007–2010) powstała książka: „Wyzwania autorytetu w praktyce społecznej i kulturze symbolicznej” – Oficyna Wydawnicza Impuls, Kraków 2009 która została Książką Roku 2010[11].
- Perspektywa kultury symbolicznej dla pedagogiki z analizą dominującego poziomu recepcji tradycji dyscypliny i humanistyki (2011–2013) – w ramach realizacji tego programu powstały książki: „Historie autorytetu wobec kultury i edukacji” – Wyd. Impuls, Kraków 2011 oraz „Przełom dwoistości w pedagogice polskiej” – Wyd. Impuls, Kraków 2013[12].

## Analiza prac badawczych
- "Rozprawa z autorytetem", Medytacje Filozoficzne w Łazienkach 2013-2014[13]
- "Na dłuższą metę władza rozmija się z autorytetem, bo sama go nie szanuje, nie potrzebuje i nie ma", Portal Księgarski[14]
- "Złoty róg w czarnym kolorze", Edukacja i Dialog[15]
- "Impulsy edukacji", wywiad z profesorem, Impuls[16]
- "Szkoła lunatyków czy poławiaczy pereł", Nowe Horyzonty Edukacji[17]

## Wybrane publikacje
- Filozofia nauki Ferdynanda Gonsetha : (na tle problemów współczesnego racjonalizmu) – Toruń : Wyd. UMK, 1983.
- Hipoteza przewrotu Mertonowskiego – Toruń : UMK, 1997.
- Uniwersalizm pogranicza. O semiotyce kultury Michała Bachtina w kontekście edukacji, Wydawnictwo Adam Marszałek, Toruń (II wyd., nagroda MEN), 1999.
- Rozwój i tożsamość w cyklu życia. Studium koncepcji Erika H. Eriksona, Wyd. Wit-Graf, Toruń 2000.
- W stronę pedagogiki integralnej : peregrynacje humanistyczne / Monika Jaworska-Witkowska, Lech Witkowski – Szczecin : Wydawnictwo Naukowe Uniwersytetu Szczecińskiego, 2007.
- Ku integralności edukacji i humanistyki II. Odpowiedź na Księgę jubileuszową, Wydawnictwo Adam Marszałek, Toruń 2009.
- Edukacja i sfera publiczna : idee i doświadczenia pedagogiki radykalnej / Henry A. Giroux, Lech Witkowski ; przedm. Zbigniew Kwieciński ; posł. Tomasz Szkudlarek ; aneks: Zbyszko Melosik, Bogusław Śliwerski ; [tł.: Monika Jaworska-Witkowska et al.]. – Kraków : Oficyna Wydawnicza "Impuls", 2010.
- Tożsamość i zmiana. Epistemologia i rozwojowe profile w edukacji, Wydawnictwo Naukowe Dolnośląskiej Szkoły Wyższej, Wrocław 2010.
- Przeżycie – przebudzenie – przemiana : inicjacyjne dynamizmy egzystencji ludzkiej w prozie Hermanna Hessego : (tropy i kategorie pedagogiczne). [T. 1] / Monika Jaworska-Witkowska, Lech Witkowski. – Wyd. 2. popr. – Łódź : Wydawnictwo Wyższej Szkoły Edukacji Zdrowotnej i Nauk Społecznych, Łódź 2010.
- Niewidzialne środowisko. Pedagogika kompletna Heleny Radlińskiej jako krytyczna ekologia umysłu, idei i wychowania. O miejscu pedagogiki w przełomie dwoistości w humanistyce, Wydawnictwo Impuls, Kraków 2014.